# 市村鐵之助
市村铁之助（1854年—1873年？）為美濃大垣藩出身的新選組隊士。

## 鐵之助新選組入隊時之時代變化
1854年（安政元年）出生、是大垣藩士市村半右卫门的第三个儿子 。1867年和哥哥辰之助一同加入新选组，成为土方岁三的附属。土方评价铁之助「好胜，性亦怜悧」。1868年，鸟羽伏见之战戰败后，随新选组离开京都, 撤退到江户。在江户，新选组作为「甲陽鎮撫隊」在甲府一戰，但是又一败涂地 。之后哥哥辰之助脱队，但铁之助留了下来，同新选组北上转战到會津藩、福岛、仙台藩至箱館。

## 箱館脱逃
1869年箱館戰爭时，作为土方小姓的铁之助有着和土方一起战死的精神准备，但喜爱铁之助的土方以托遗物为由命令铁之助逃脱箱館。铁之助逃过官军的包围，在3个月后到达日野佐藤彥五郎（岁三的姐夫）家 。之后的2, 3年时间，佐藤家收留铁之助，教他剑术学问 。后来铁之助回到老家, 与哥哥团聚。
铁之助从此的事迹不详。有消息人士说他在1873年因病逝世于大垣 ; 有消息人士说他参加了政府军，在1877年战死于西南战争战场上 。

## 註腳
1. ↑    - 「新選組読本 隊士外伝 2」 玉造町観光協会 2006, p.4
2. 1 2 3    - 「新選組事典」 新人物往来社 1978, p.24
3. 1 2    - 小島政孝「新選組余話」 小島資料館 1991, p.103
4. ↑    - 「新選組読本 隊士外伝 2」 玉造町観光協会 2006, p.10
5. ↑    - 「新選組読本 隊士外伝 2」 玉造町観光協会 2006, p.15
6. 1 2    - 小島政孝「新選組余話」 小島資料館 1991, p.104
7. ↑    - 「新選組読本 隊士外伝 2」 玉造町観光協会 2006, p.18